# أمريكا (كاتيلان)
أمريكا (بالإنجليزية: America) هي تمثال للفنان الإيطالي موريزيو كاتلان، وهو مرحاض مصنوع بالكامل من الذهب الخالص عيار 18 قيراطًا. سُرق في عام 2019 من قصر بلاينهايم، حيث كانت معروضة في متحف سولومون غاغينهايم.
ويرمز المرحاض الذهبي إلى فرط ثروات الولايات المتحدة، فقد أكد موريزيو كاتلان أن «أمريكا» يدعو إلى المساواة بالإشارة إلى احتكار أقلية من 1 بالمئة من سكان الأرض لأكبر الثروات على حساب الـ 99 بالمئة المتبقين.